# جامعة الشرطة (مسلسل كوري)
جامعة الشرطة (بالكورية: 경찰수업)؛  هو مسلسل تلفزيوني كوري جنوبي. عرض على قناة كي بي إس 2 من بداية 9 أغسطس الى 5 أكتوبر 2021، بث كل يومي الإثنين والثلاثاء الساعة 21:30 بتوقيت كوريا الجنوبية.

## القصة
المسلسل يصور قصة حرم جامعة الشرطة الوطنية، يلتقي الأستاذ «يو دونغ مان» الذي يتمتع بخبرة 20 عامًا في جرائم القتل والتحقيق الإلكتروني، بالطلاب الجدد كانغ سيون هو وهو هاكر ومتسلل سابق، و«أوه كانغ هي» وهي طالبة ذكية في السنة الأولى، ويشكلون فريقًا لإجراء تحقيق مشترك، يظهرالمسلسل أيضًا الصراع والانسجام بين الأساتذة والطلاب.

## بطولة

### رئيسي
- تشا تاي هيون في دور يو دونغ مان[8]

أستاذ في جامعة الشرطة الوطنية لديه 20 عامًا من الخبرة في كل قسم من محقق جرائم القتل إلى التحقيق السيبراني.
- جونغ جين يونغ في دور كانغ سيون هو[9]

طالب في جامعة الشرطة الوطنية، مجرم قرصنة سابق.
- كريستال جونغ في دور أوه كانغ هي[10][11]

طالبة في السنة الأولى في جامعة الشرطة الوطنية، كانت تعمل وتدرس بجد، لتحقيق حلمها في أن تصبح ضابطة شرطة.

### أدوار داعمة
- هونغ سو هيون في دور تشوي هي-سو، أستاذة في قسم الجودو في جامعة الشرطة الوطنية.[12][13]
- لي جونغ هيوك بدور كوون هيوك بيل، أستاذ قانون.[13]

## المشاهدات
| الموسم | الموسم | رقم الحلقة | رقم الحلقة | رقم الحلقة | رقم الحلقة | رقم الحلقة | رقم الحلقة | رقم الحلقة | رقم الحلقة | رقم الحلقة | رقم الحلقة | رقم الحلقة | رقم الحلقة | رقم الحلقة | رقم الحلقة | رقم الحلقة | رقم الحلقة | المتوسط |
| الموسم | الموسم | 1          | 2          | 3          | 4          | 5          | 6          | 7          | 8          | 9          | 10         | 11         | 12         | 13         | 14         | 15         | 16         | المتوسط |
| ------ | ------ | ---------- | ---------- | ---------- | ---------- | ---------- | ---------- | ---------- | ---------- | ---------- | ---------- | ---------- | ---------- | ---------- | ---------- | ---------- | ---------- | ------- |
|        | 1      | 0.973      | 1.360      | 1.254      | 1.571      | 1.255      | 1.525      | 1.269      | 1.286      | 1.145      | 1.291      | 1.060      | 1.255      | 1.101      | 1.081      | 1.085      | 1.151      | 1.229   |

وفقاً لمخطط نيلسن كوريا أعلاه، قد حققت الحلقة الرابعة من المسلسل أكثر من 1.5 مليون مشاهدة بنسبة 8.5% على مستوى البلاد.
| الحلقة | تاريخ البث الأصلي | متوسط حصة الجمهور | متوسط حصة الجمهور | متوسط حصة الجمهور |
| الحلقة | تاريخ البث الأصلي | إيه جي بي نيلسن   | إيه جي بي نيلسن   | TNmS              |
| الحلقة | تاريخ البث الأصلي | على الصعيد الوطني | سيئول             | على الصعيد الوطني |
| ------ | ----------------- | ----------------- | ----------------- | ----------------- |
| 1      | 9 أغسطس 2021      | 5.2٪              | 5.2٪              | —                 |
| 2      | 10 أغسطس 2021     | 6.5٪              | 6.3٪              | —                 |
| 3      | 16 أغسطس 2021     | 6.8%              | 7.2%              | 6.4%              |
| 4      | 17 أغسطس 2021     | 8.5%              | 8.4%              | 7.5%              |
| 5      | 23 أغسطس 2021     | 6.9%              | 6.9%              | 6.3%              |
| 6      | 24 أغسطس 2021     | 8.3%              | 8.3%              | 8.3%              |
| 7      | 30 أغسطس 20221    | 6.7%              | 6.3%              | 5.5%              |
| 8      | 31 أغسطس 2021     | 7.1%              | 7.0%              | 7.0%              |
| 9      | 6 سبتمبر 2021     | 6.1%              | 6.3%              | 5.6%              |
| 10     | 7 سبتمبر 2021     | 6.9%              | 7.0%              | 6.3%              |
| 11     | 13 سبتمبر 2021    | 5.5%              | 5.3%              | 5.5%              |
| 12     | 14 سبتمبر 2021    | 6.5%              | 6.6%              | 6.5%              |
| 13     | 27 سبتمبر 2021    | 5.4%              | 5.0%              | 5.3%              |
| 14     | 28 سبتمبر 2021    | 6.0%              | 6.2%              | 5.8%              |
| 15     | 4 أكتوبر 2021     | 5.5%              | 5.2%              | 5.8%              |
| 16     | 5 أكتوبر 2021     | 6.3%              | 6.4%              | 5.5%              |
| المعدل | المعدل            | 6.5%              | 6.5%              | 6.2%              |

## الملاحظات
لن يتم بث الحلقات يومي 20 و 21 سبتمبر بسبب عطلة عيد الشكر أو تشوسوك.

## الإنتاج
في 18 مارس 2021، أكدت وكالة J-World التابعة لـيوو يونغ جاي ظهوره في المسلسل التلفزيوني.
في 16 يونيو، نشرت أول مشاهد من القراءة الأولى لسيناريو، من موقع الإنتاج.

### تصوير
في 12 يونيو 2021، خطط لتصوير الدراما في مدينة تشونغجو، تشونغ وون. في 22 يونيو، أفيد أن مجموعة قد أثبتت إصابتهم بـفايروس COVID-19. تم اختبار أعضاء فريق العمل وغيرهم من الموظفين، جميعهم قد أظهرت لهم نتائج سلبيًة. توقف فريق الإنتاج عن التصوير مؤقتًا كإجراء احترازي، وفقًا لإرشادات الجهات الصحية.

### الأصدار
يعرض المسلسل في وقت واحد على كي بي إس 2 ومنصة Wavve الكورية، ابتداءً من 9 أغسطس 2021.

## روابط خارجية
- جامعة الشرطة
على الموقع الرسمي (بالكورية).
- جامعة الشرطة  في قاعدة بيانات الأفلام على الإنترنت (بالإنجليزية)
- جامعة الشرطة على هانسينما (بالإنجليزية)